# Vitello
Vitello er en fiktiv dreng i bøger skrevet af Kim Fupz Aakeson og tegnet af Niels Bo Bojesen.
Figuren forekommer også i en spillefilm under samme navn fra 2018 og i en række korte tegnefilm. 
Den første bog om Vitello udkom i 2008. Siden er der kommet adskillige andre.
Vitello er tegnet med et baseballbold-formet hoved og sort strittende hår.
Han er "en moderne skarnsknægt" og sammenlignet med Emil fra Lønneberg.
Aldersgruppen for bøgerne er fra 5 til 9 år.
En kortfilm med Vitello er "Vitello graver et hul" (2016),
mens "Vitello gør en god gerning", "Vitello er bagvendt"
og "Vitello køber en vidunderlig julegave" er tv-serie-episoder fra 2018.

## Udvalgt bog
- Kim Fupz Aakeson (1. november 2013), Vitello køber en vidunderlig julegave, Illustrator: Niels Bo Bojesen, Gyldendal, ISBN 978-87-02-14486-4, Wikidata  Q104034308